# الانتخابات التشريعية الإسرائيلية 2013
انتخابات الكنيست الإسرائيلية للعام 2013، هي الانتخابات التاسعة عشر في إسرائيل (الكنيست التاسعة عشرة) وقد أجريت في يوم 22 شباط 2013. بلغ عدد أصحاب حق التصويت: 5,656,705، وعدد الأصوات الصالحة: 3,792,742. ونسبة الحسم 2%، أي ما يعادل 75,855 صوتًا، وبلغ عدد الأصوات للحصول على مقعد في الكنيست: 29,366 صوتًا.
وقد حصل حزب الليكود إسرائيل بيتنا على عدد المقاعد الأعلى في هذه الانتخابات.
بناء على النتائج النهائية توزعت المقاعد على النحو التالي:
| اسم القائمة                                                | عدد المقاعد |
| الليكود وإسرائيل بيتنا                                     | 31          |
| يش عتيد                                                    | 19          |
| العمل                                                      | 15          |
| البيت اليهودي                                              | 12          |
| شاس                                                        | 11          |
| يهودية التوراة والسبت أغودات يسرائيل - ديغل هتوراه         | 7           |
| الحركة                                                     | 6           |
| ميرتس                                                      | 6           |
| القائمة العربية والموحدة للتغيير والتجمع الوطني الديمقراطي | 4           |
| الجبهة الديمقراطية للسلام والمساواة                        | 4           |
| التجمع الوطني الديمقراطي                                   | 3           |
| كاديما                                                     | 2           |

## معرض صور

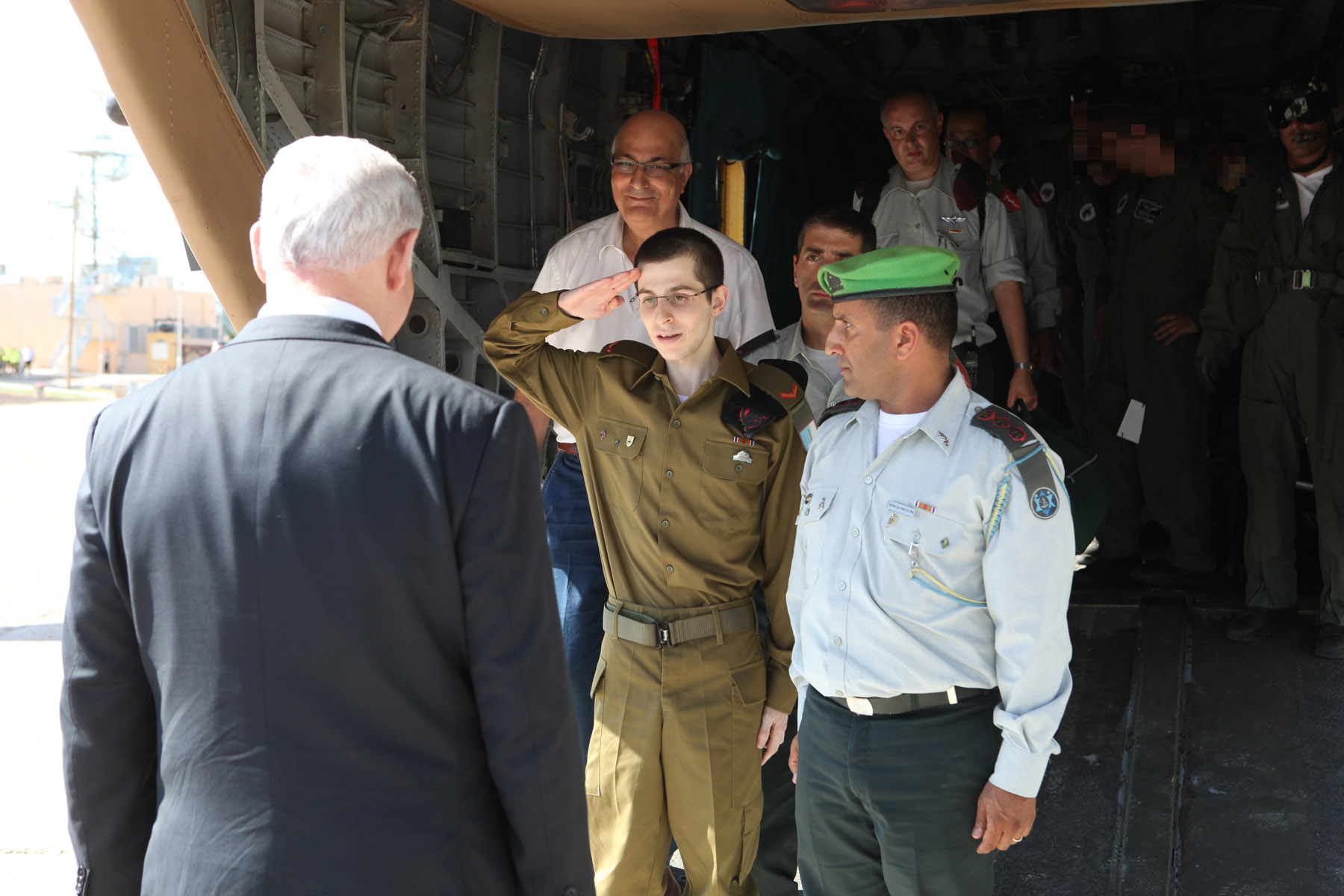
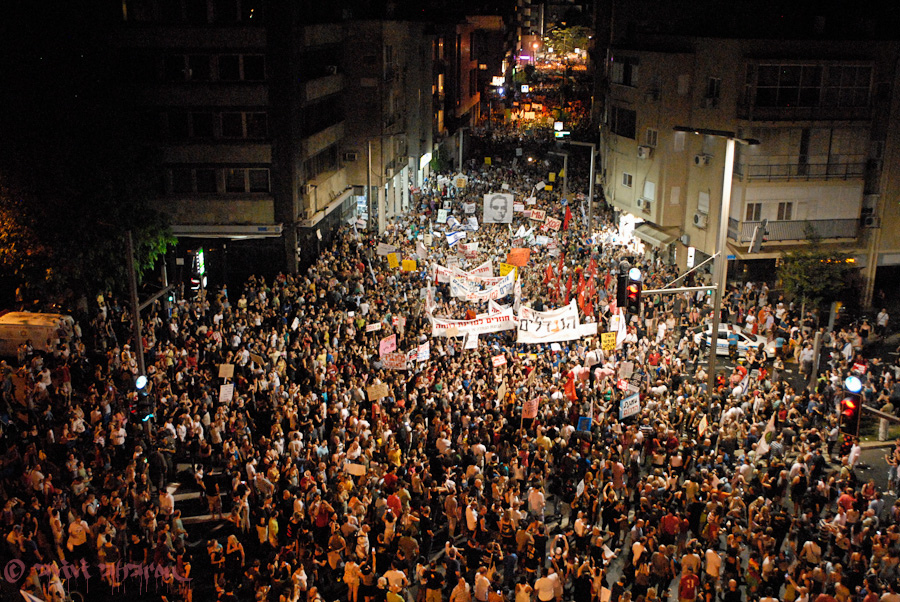
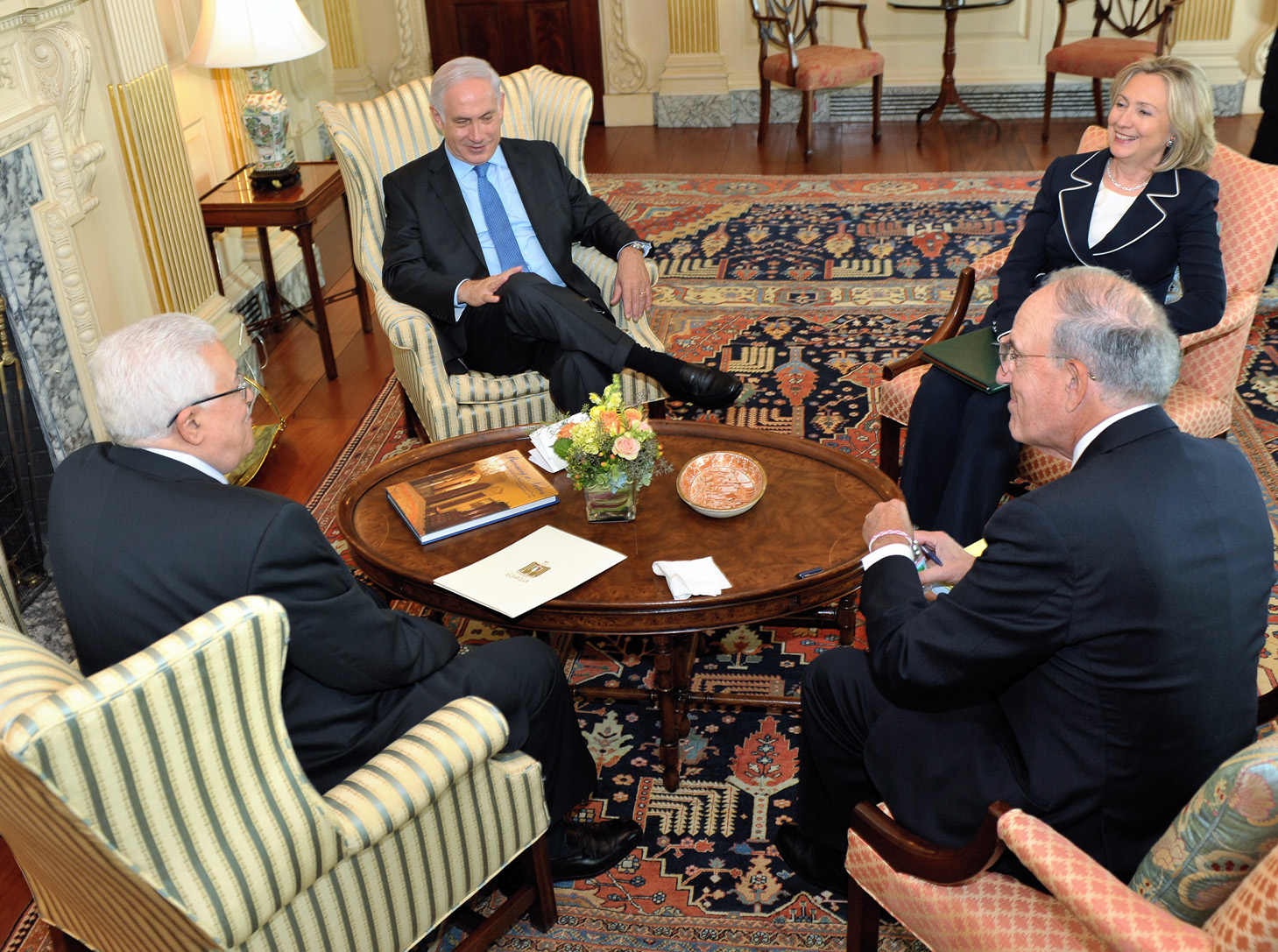